# Флавий Волузиан (консул 503 г.)
Флавий Волузиан (на латински: Flavius Volusianus; убит на 3 април 511 г.) е римски политик по времето на остготите в Италия.
През 476 – 483 г. е с ранг vir clarissimus. През 503 г. Волузиан е консул заедно с Флавий Дексикрат. През 510/511 г. получава титлата patricius. Убит е на Великден, вероятно на 3 април 511 г.
Баща е на Флавий Аниций Максим (консул 523 г.) и на Маркиан.